# جورج ألبرت غيل
جورج ألبرت غيل (بالإنجليزية: George Albert Gale)‏ هو رسام أمريكي، ولد في 1893، وتوفي في 1951.